# 韦科·哈库利宁
韦科·哈库利宁（芬蘭語：Veikko Hakulinen，1925年1月4日—2003年10月24日），芬兰男子越野滑雪运动员。他曾代表芬兰参加1952年、1956年、1960年和1964年冬季奥林匹克运动会越野滑雪比赛，共获得三枚金牌、三枚银牌和一枚铜牌。